# بيلا إليس
بيلا إليس (بالمجرية: Béla Illés)‏ (22 مارس 1895 - 5 يناير 1974) هو كاتب وصحفي مجري، قضى معظم حياته في منفاه في الاتحاد السوفيتي.

## حياته
لم ينل بيلا تقديرًا من قبل وزير الثقافة جوزيف ريفاي [الإنجليزية] ولا جورج لوكاش، ومع ذلك كان كاتبًا لمقالاتٍ جماهيرية تمجد النظام الشيوعي والاتحاد السوفيتي، وقد تولى الدور النموذجي للواقعية الاشتراكية الأدبية. في عام 1948 وجد قصة قائد سلاح الفرسان البيلاروسي أليكسي جوسيف، الذي عارض التدخل القيصري في قمع وإخماد ثورة 1848 في المجر، وأُعدم بسبب ذلك. وضعت هذه القصة العلاقات السوفيتية الهنغارية على أسس جديدة في الاحتفال بالذكرى المئوية الذي تم في المجر على نطاق واسع. طُبعت كتبه كثيرًا وسميت الشوارع باسم جوسيف (Goosev).

## روابط خارجية
- Béla Illés  في مستندات مكتبة الكونغرس، مع 32  كتالوجue للسجلات